# Аутсайдер (роман)
«Аутсайдер» (англ. The Outsider) — роман американського письменника Стівена Кінга; виданий 22 травня 2018 року. Вперше згадка про роман відбулася під час інтерв'ю для видання «USA Today», 7 серпня 2017 року. Оригінальна обкладинка була представлена 18 січня 2018 року. Українською була видана у 2019 році.

## Сюжет
У міському парку Флінт-Сіті було знайдено тіло вбитого одинадцятирічного хлопчика. Більшість доказів вказує на — Террі Майтленда, тренера дитячої ліги бейсболу та вчителя англійської мови. Слідство веде детектив Ральф Андерсон, чийого сина колись тренував Майтленд, згодом здійснює грубий і публічний арешт. Террі добропорядний громадянин Флінт-Сіті , який зовсім не схожий на убивцю-садиста ганебним образом взятий під варту та очікує суду. Сім'я Террі Майтленда наймає друга Террі, адвоката Голлі Ґібні задля чесного та прозорого розслідування.

## Переклади українською
- Стівен Кінг. Аутсайдер / пер. з анг. Анастасія Рогоза. — Х. : КСД, 2019. — 592 с. — ISBN 978-617-12-5064-2.

## Екранізація
За мотивами роману зфільмовано однойменний мінісеріал, прем'єра якого відбулась 12 січня 2020 року на каналі «HBO».